# Rio Furfuescu
O Rio Furfuescu é um rio da Romênia, afluente do Valea Rea, localizado no distrito de Argeş.